# Ascendancy (film)
Ascendancy is een Britse dramafilm uit 1983 onder regie van Edward Bennett. Hij won met deze film de Gouden Beer op het filmfestival van Berlijn.

## Verhaal
Een vrouw maakt deel uit van de Britse bovenklasse in Ierland tijdens de Eerste Wereldoorlog. Geleidelijk raakt ze betrokken in de Ierse onafhankelijkheidsstrijd.

## Rolverdeling
| Acteur             | Personage       |
| ------------------ | --------------- |
| Julie Covington    | Connie Wintour  |
| Ian Charleson      | Luitenant Ryder |
| John Phillips      | Wintour         |
| Susan Engel        | Verpleegster    |
| Philip Locke       | Dr. Strickland  |
| Kieran Montague    | Dr. Kelson      |
| Rynagh O'Grady     | Rose            |
| Philomena McDonagh | Mary            |
| Michael McKnight   | Vesey           |
| Jeremy Sinden      | Darcy           |
| Walter McMonagle   | Dawson          |
| Shay Gorman        | Keir            |
| Liam O'Callaghan   | Edward Carson   |
| Joe McPartland     | Butler          |
| Tony Rohr          | Chauffeur       |